# Asahi Linux
Asahi Linux是一個旨在將Linux移植到Apple Silicon晶片的麥金塔電腦（Mac）之計劃，使其可運行macOS以外的操作系統。該計劃已在2021年初啟動，由西班牙籍黑客赫克托·馬丁（Hector Martin）領導。工作於2021年初開始，2022年將發布初始Alpha版本。由於缺乏Apple專有韌體的公開可用技術資料，該計劃面臨挑戰。
此計劃的名稱「Asahi」為日語的「旭日」之意，「旭苹果」是蘋果的品種之一。麦金塔电脑名称来源于麦金塔品种的苹果，而旭苹果正是麦金塔苹果品种的日语名。

## 歷史
自從蘋果公司執行長提姆·庫克（Tim Cook）於2020年6月22日的世界開發者大會（WWDC）宣佈Mac向苹果芯片迁移的計劃後，人們一直有興趣讓Linux在Apple Silicon上運行。此後不久，Linux創造者林納斯·托瓦茲（Linus Torvalds）表示有興趣使用運行Linux的Apple M1 Mac電腦，但認為要實現這件事太費勁了。
赫克托·馬丁在2020年12月宣布了這個計劃，並在獲得每月約4,000美元的資金後一個月後正式啟動計劃。开發開源圖形驅動程式堆疊Panfrost的加拿大女性程式設計師艾莉莎·羅森茨維格（Alyssa Rosenzweig）加入了計劃，以協助Apple Silicon GPU Linux驅動程式開發。
開發人員很快意識到，僅僅嘗試啟動為Apple Silicon的處理器架構（AArch64）編譯的Linux內核將是一項挑戰，因為它涉及到解決啟動過程中使用之蘋果公司專有程式碼的功能。這項工作非常耗時，並且花費了一年中的大部分時間，包括向主要的Linux內核開發人員提交拉取請求以保持開發同步並避免回歸。然而，它隨後對之前未記錄的引導過程進行了徹底而全面之解釋，赫克托·馬丁和其他人在GitHub上公布了該過程。
由于缺乏Apple专有固件的公开文档，该项目变得颇具挑战性。
2022年3月18日，開發團隊發布了Asahi Linux安裝程式的實驗性Alpha版本。安裝程式提供了基於Arch Linux ARM的桌面或最小環境選項，或用於安裝OpenBSD，抑或替代Linux發行版的基本UEFI環境，支援Apple Silicon以可開機的USB儲存裝置啟動。儘管能夠啟動 UEFI shell，但不支持啟動微軟Windows，並且沒有計劃這樣做，因為這將涉及修改微軟公司專有的Windows核心。
在第一個Alpha版本發布後的一兩年內，預計不會全面支援所有Apple Silicon的Mac電腦。2022年7月，Asahi Linux團隊發布了更新，支援搭載M1 Ultra的Mac Studio，並早期初步支援M2處理器的MacBook Pro。
在2023年8月，宣布Asahi与Fedora专案合作发布Fedora Asahi Remix，该版本将取代基于Arch的原版发行版，成为Asahi的旗舰操作系统。 这一努力始于2021年末，是一个优先上游的项目。该项目的最终目标是将所有更改合并到上游，从而使得该项目的发行为不必要的。
在2023年10月，Fedora Asahi Remix作为Beta版发布，三个月后作为稳定版发布。
在2025年2月，Asahi Linux的创始人兼首席开发者赫克托·馬丁宣布辞去项目领导职务，理由是職業過勞和面临Linux内核社区的困难，尽管该项目预计将继续进行。

## 支援
Vulkan 驱动程序处于工作原型阶段，并且支持 OpenGL 4.6 和 OpenGL ES 3.2。 该驱动程序目前是唯一完全符合 AGX（Apple Silicon GPU）的任何广泛图形标准的驱动程序。 最初使用 Panfrost 驱动程序实现，Asahi Linux 项目还使用了 Gallium-3D 和基于 Rust for Linux 的 API 进行驱动程序开发。OpenCL 得到了支持。 KDE Plasma 渲染是硬件加速的，而视频解码则不是。
HDMI 视频输出仅在 Apple Silicon Mac mini 上得到支持，且不支持通过 Thunderbolt 的视频输出，尽管可以通过 DisplayLink 扩展坞连接外部显示器。
操作系统的内核已配置为仅支持 16 kB（出于性能原因）分页。未按该指定分页编译（例如，期望 4 kB 或 64 kB 分页）的程序在被映射到内存时会遇到对齐问题。 Linux 设置的分页大小是全局的（不支持操作中使用多个分页大小）。 Apple GPU 驱动程序支持 4 kB 和 16 kB 分页。

## 反應
Asahi Linux這個計劃受到好評。英國科技新聞網站The Register上的一篇評論指出，對於仍處於Alpha版本階段的軟體來說，它運作得非常好。同樣，Ars Technica網站的一篇評論對於Asahi Linux計劃在生命週期初期就已支援的硬體數量印象深刻。

## 另見
- 逆向工程

## 外部連結
- 官方网站
- YouTube上的安裝影片